# Hjulbas

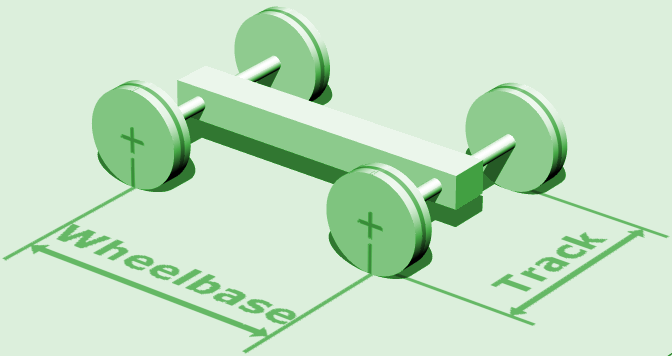
Hjulbas och spårvidd.

Cykelgeometriparametrar: Hjulbasen på en cykel.

Hjulbas är avståndet mellan främre och bakre hjulaxel på tvåaxlade fordon, till exempel personbilar, motorcyklar, många lastbilar och järnvägsfordon. För vägfordon med fler än två axlar (till exempel vissa lastbilar) är hjulbasen avståndet mellan styraxeln (framaxeln) och mittpunkten för drivaxelgruppen. I fallet med en treaxlig lastbil skulle hjulbasen vara avståndet mellan styraxeln och en punkt mitt emellan de två bakaxlarna. På skateboards mäts hjulbasen av praktiska skäl mellan brädans inre hålpar, eftersom brädorna vanligtvis säljs med förborrade monteringshål men utan hjul.

## Fordon
Hjulbasen på ett fordon är lika med avståndet mellan dess fram- och bakhjul. Vid jämvikt är det totala vridmomentet för de krafter som verkar på ett fordon noll. Därför är hjulbasen relaterad till kraften på varje däckpar med följande formel:
{\displaystyle F_{f}={d_{r} \over L}mg}
{\displaystyle F_{r}={d_{f} \over L}mg}
där {\displaystyle F_{f}} är kraften på framdäcken, {\displaystyle F_{r}} är kraften på bakdäcken, {\displaystyle L} är hjulbasen, {\displaystyle d_{r}} är avståndet från massans centrum (CM) till bakhjulen {\displaystyle d_{f}} är avståndet från massans centrum till framhjulen ({\displaystyle d_{f}} + {\displaystyle d_{r}} = {\displaystyle L}), {\displaystyle m} är fordonets massa, och {\displaystyle g} är gravitationskonstanten. Så, till exempel, när en lastbil är lastad förskjuts dess tyngdpunkt bakåt och kraften på bakdäcken ökar. Fordonet kommer då att åka lägre. Hur mycket fordonet sjunker beror på motverkande krafter, som storleken på däcken, däcktrycket och fjädringens motkraft. Om fordonet accelererar eller bromsar, läggs extra vridmoment på bak- respektive framdäcken. Ekvationen som relaterar hjulbasen, höjden över marken på CM och kraften på varje däckpar blir:
{\displaystyle F_{f}={d_{r} \over L}mg-{h_{cm} \over L}ma}
{\displaystyle F_{r}={d_{f} \over L}mg+{h_{cm} \over L}ma}
där {\displaystyle F_{f}} är kraften på framdäcken, {\displaystyle F_{r}} är kraften på bakdäcken, {\displaystyle d_{r}} är avståndet från CM till bakhjulen, {\displaystyle d_{f}} är avståndet från CM till framhjulen, {\displaystyle L} är hjulbasen, {\displaystyle m} är fordonets massa, {\displaystyle g} är tyngdaccelerationen  (ca 9,8 m/s2), {\displaystyle h_{cm}} är höjden på CM över marken, {\displaystyle a} är accelerationen (eller retardationen om värdet är negativt). Så när fordonet accelererar gäller  normalfallet, att bakdelen vanligtvis sjunker och fronten höjs beroende på fjädring. Likaså sjunker vid inbromsning den främre delen ner och den bakre reser sig.
På grund av den effekt hjulbasen har på fordonets viktfördelning är hjulbasdimensionerna avgörande för balansen och styrningen. Till exempel tenderar en bil med en mycket större viktbelastning baktill att understyra på grund av bristen på belastningen (kraften) på framdäcken och därför väggreppet (friktionen) från dem. Det är därför avgörande, när man bogserar en enaxlad husvagn, att fördela husvagnens vikt så att nedåtkraften på bogserkroken är cirka 400 N. Likaså kan en bil överstyra eller till och med "snurra ut" om det är för mycket kraft på framdäcken och inte tillräckligt på bakdäcken. Vid svängning läggs också ett sidovridmoment på däcken, vilket ger en svängkraft som beror på längden på däckavstånden från CM. I en bil med kort hjulbas ("SWB") kommer alltså den korta spakarmen från CM:n till bakhjulet att resultera i en större sidokraft på bakdäcket vilket innebär större acceleration och mindre tid för föraren att anpassa sig och förhindra en spin out eller värre. 

### Varierande hjulbaser för en fordonsmodell
Vissa fordon erbjuds med varianter med långt axelavstånd för att öka rymligheten och därmed lyxen i fordonet. Denna praxis kan ofta hittas på fullstora bilar som Mercedes-Benz S-klass, men även ultralyxfordon som Rolls-Royce Phantom och till och med stora familjebilar som Rover 75 erbjuder "limousine"-versioner. Storbritanniens premiärminister Tony Blair fick en version med lång axelavstånd av Rover 75 för officiellt bruk. och även vissa stadsjeepar som VW Tiguan och Jeep Wrangler finns med långa hjulbaser.
Däremot är coupévarianter av vissa fordon som Honda Accord vanligtvis byggda på kortare hjulbaser än sedanmodellerna de kommer från.

### Cyklar
Hjulbasen på många kommersiellt tillgängliga cyklar och motorcyklar är så kort, i förhållande till höjden på deras masscentrum, att de kan utföra stopp- och bakhjulkörningar. 

### Skateboards
I skateboardåkning används ordet "hjulbas" för avståndet mellan de två inre paren av monteringshål i brädan. Detta skiljer sig från avståndet mellan rotationscentrumen för de två hjulparen. En anledning till denna alternativa användning är att brädor säljs med prefabricerade hål, men oftast utan axlar och hjul. Det är därför lättare att använda de prefabricerade hålen för att mäta och beskriva denna egenskap hos brädan.
En vanlig missuppfattning är att valet av hjulbas påverkas av höjden på skateboardåkaren. Men längden på brädan skulle då vara en bättre kandidat, eftersom hjulbasen påverkar egenskaper användbara i olika hastigheter eller terräng oavsett höjden på skateboardåkaren. Till exempel kommer en bräda med en lång hjulbas, säg 50 cm, att reagera långsamt på svängar, vilket ofta är önskvärt i höga hastigheter. Ett däck med kort hjulbas, säg 35 cm, reagerar snabbt på svängar, vilket ofta är önskvärt när man åker skateboard på ramper eller annan terräng som kräver snabba eller intensiva svängar.

### Järnväg
I rälsfordon följer hjulbasen ett liknande koncept. Men eftersom hjulen kan vara av olika storlek (till exempel på ett ånglok) görs mätningen mellan de punkter där hjulen kommer i kontakt med skenan, och inte mellan hjulens mittpunkter.
På fordon där hjulsatserna (axlarna) är monterade innanför fordonsramen (mest i ånglok) är hjulbasen avståndet mellan de främre och bakre hjulsatserna.
På fordon där hjulsatserna är monterade på boggier kan tre hjulbasmått urskiljas:
- avståndet mellan vridpunkterna på den främre och den bakersta boggin;
- avståndet mellan fordonets främre och bakre hjulpar;
- avståndet mellan de främre och bakre hjuluppsättningarna på varje boggi.

Hjulbasen påverkar rälsfordonets förmåga att köra i kurvor. Korthjulsbaserade fordon kan ta sig genom skarpare kurvor. På vissa större hjulbaslok kan innerhjul sakna flänsar för att kunna passera kurvor.
Hjulbasen påverkar också den belastning fordonet utsätter för banan, baninfrastruktur och broar. Alla andra förhållanden lika, representerar ett fordon med kortare hjulbas en mer koncentrerad last på banan än ett fordon med längre hjulbas. Eftersom järnvägslinjer är konstruerade för att ta en förutbestämd maximal belastning per längdenhet (ton per meter), är rälsfordonens hjulbas konstruerad efter deras avsedda bruttovikt. Ju högre bruttovikt, desto längre axelavstånd måste användas.